# ジュリア・ネシェワット

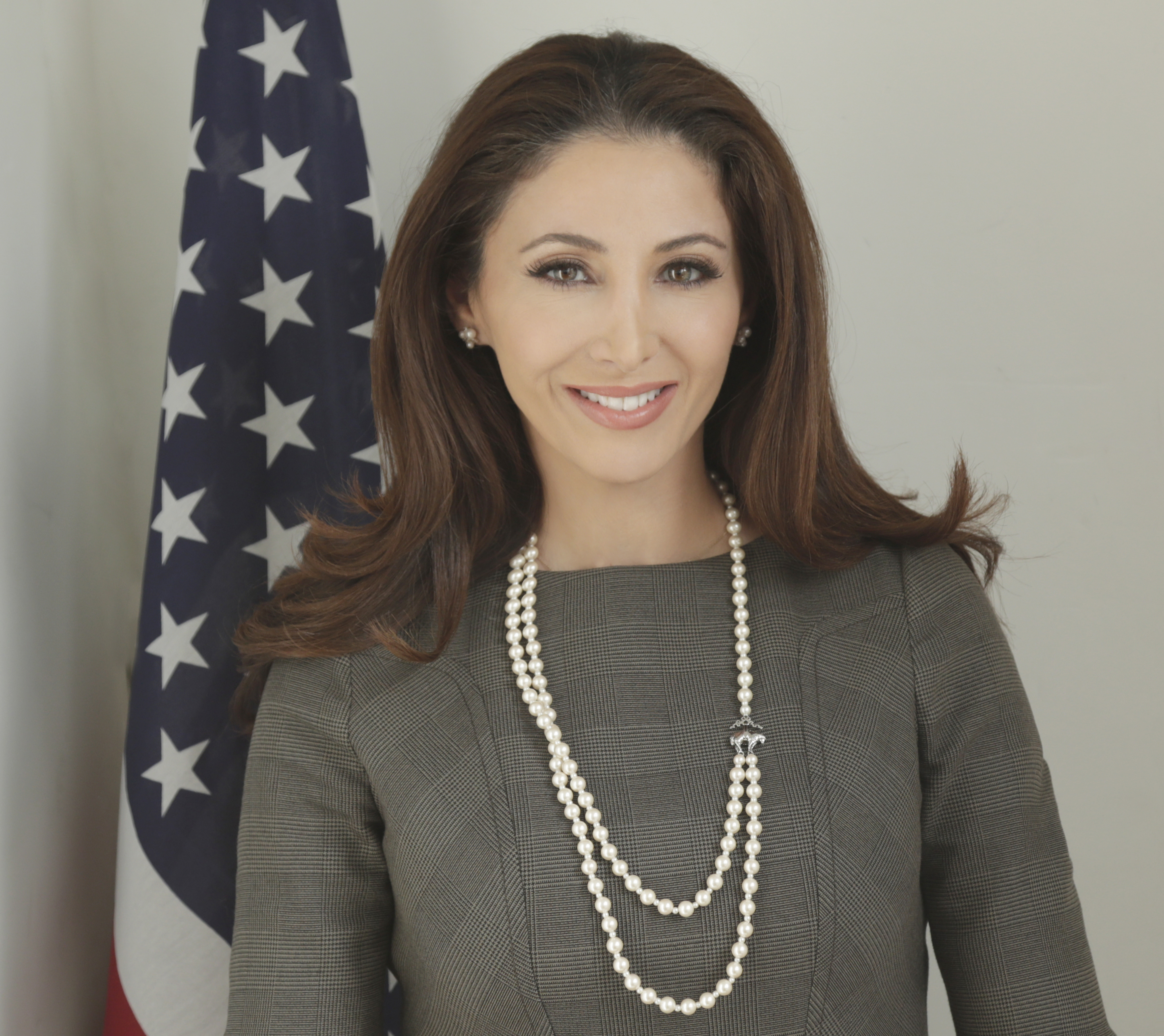
2020年

ジュリア・ネシェワット（英語: Julia Nesheiwat）は、アメリカ合衆国陸軍大尉。アメリカ合衆国大統領補佐官。クリードボーカリストのスコット・スタップは妹の夫である。

## 来歴
ヨルダンからの移民の子としてニューヨーク州カーメルで生まれ、フロリダ州ウマティラで育った 。1997年にはステッソン大学において優秀な成績で社会学の学士号を取得。2007年にはジョージタウン大学エドムンド・A・ウォルシュ外交大学院（SFS）で国家エネルギー安全保障の修士号を取得。2014年に東京工業大学（のちの東京科学大学）大学院理工学研究科を修了し、博士（学術）の学位を取得した。
アメリカ同時多発テロ事件発生後、アメリカ陸軍での不朽の自由作戦やイラク戦争への功績からブロンズスターメダルを受章している。アメリカ合衆国国務省エネルギー資源局副次官補や、同省経済局エネルギー政策顧問などを務めたのち、2019年にはフロリダ州の初代最高レジリエンス責任者に就任した。2020年にはドナルド・トランプアメリカ合衆国大統領の国土安全保障・テロ対策担当補佐官に任命された。